# Wyspa Zaremby
Wyspa Zaremby (ang. Zarembo Island) – wyspa na Oceanie Spokojnym, w Archipelagu Aleksandra, w południowo-wschodniej części stanu Alaska (Stany Zjednoczone), w okręgu administracyjnym Wrangell.
Wyspa ma kształt zbliżony do pięciokąta foremnego, o szerokości około 25 km. W całości znajduje się w granicach lasu narodowego Tongass. Na zachodzie cieśnina Clarence Strait oddziela ją od Wyspy Księcia Walii, na północy cieśnina Sumner Strait od Wysp Mitkowa i Kuprejanowa, a na wschodzie cieśnina Stikine Strait od wysp Etolin i Woronkofski Island.
Wyspa nazwana została na cześć Dionizego Zaremby, polskiego żeglarza w służbie rosyjskiej, który badał te okolice w latach 30. XIX wieku.